# Avlağıkaya, Ovacık
Avlağıkaya là một xã thuộc huyện Ovacık, tỉnh Karabük, Thổ Nhĩ Kỳ. Dân số thời điểm năm 2010 là 43 người.